# Stazione meteorologica di Possagno
La stazione meteorologica di Possagno è la stazione meteorologica di riferimento relativa alla località di Possagno.

## Coordinate geografiche
La stazione meteorologica si trova nell'area climatica dell'Italia nord-orientale, nel Veneto, in provincia di Treviso, nel comune di Possagno, a 329 metri s.l.m. e alle coordinate geografiche 45°52′N 11°52′E.

## Dati climatologici
In base alla media trentennale di riferimento 1961-1990, la temperatura media del mese più freddo, gennaio, si attesta a +2,8 °C, quella del mese più caldo, luglio, è di +21,7 °C .
| Possagno           | Mesi | Mesi | Mesi | Mesi | Mesi | Mesi | Mesi | Mesi | Mesi | Mesi | Mesi | Mesi | Stagioni | Stagioni | Stagioni | Stagioni | Anno |
| Possagno           | Gen  | Feb  | Mar  | Apr  | Mag  | Giu  | Lug  | Ago  | Set  | Ott  | Nov  | Dic  | Inv      | Pri      | Est      | Aut      | Anno |
| ------------------ | ---- | ---- | ---- | ---- | ---- | ---- | ---- | ---- | ---- | ---- | ---- | ---- | -------- | -------- | -------- | -------- | ---- |
| T. max. media (°C) | 5,5  | 7,5  | 10,8 | 15,1 | 18,7 | 23,8 | 25,9 | 25,4 | 21,8 | 16,2 | 10,7 | 7,2  | 6,7      | 14,9     | 25,0     | 16,2     | 15,7 |
| T. min. media (°C) | 0,0  | 1,5  | 4,2  | 8,2  | 11,6 | 15,5 | 17,5 | 17,5 | 14,8 | 10,3 | 5,2  | 2,1  | 1,2      | 8,0      | 16,8     | 10,1     | 9,0  |